# Cedric Prakash

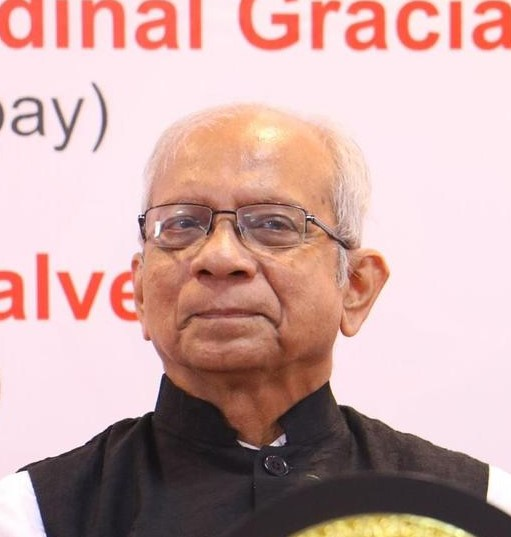
Cedric Prakash bei den ICPA Awards 2021

Cedric Prakash (* 3. November 1951 in Bombay) ist ein indischer Menschenrechtsaktivist.
Prakash wurde als jüngstes von vier Kindern geboren, sein Vater Late Conrad Lobo arbeitete als Ingenieur bei Siemens, seine Mutter Cynthia als Lehrerin. 1974 trat er in Gujarat in den Jesuitenorden ein. 1985 wurde er in Bombay zum Priester geweiht. Seit 2001 ist er Direktor des Zentrums für Menschenrechte, Gerechtigkeit und Frieden in Gujarat. Er kämpft seit Jahren gegen die BJP. 2013 gewann er einen Mutter-Teresa-Preis.